# Pleurozium
Pleurozium és un gènere de molses de la família de les hilocomiàcies. Conté entre 2 i 6 espècies majoritàriament distribuïdes per l'hemisferi boreal.
Les espècies d'aquest gènere formen mates extenses, de caulidis prostrats o ascendents de secció d'1 a 3 mm. de creixement monopòdic, i ramificació irregular o regular pinnades, més rarament 2 cops pinnades. No presenta parafil·le. Fil·lidis caulinars d'1,5 a 3 mm de llargada, de disposició lleugerament adpresa a estesa, mai falcats o secunds. Patentment més densos i imbricats a l'àpex dels caulidis; forma dels fil·lidis d'ovada a el·líptica, rugosos en estat sec, de marge enter excepte a l'àpex que pot ser crenulat o serrulat; la base és lleugerament decurrent; àpex del fil·lidi d'arrodonit a obtús, sovint apiculat. La làmina té un nervi doble i molt curt, el qual recorre menys d'un quart de la longitud del fil·lidi; cèl·lules alars diferenciades i les de la làmina llisses. Càpsula de disposició inclinada o horitzontal amb opercle cònic i exostoma amb dents reticulades.
Gènere de distribució cosmopolita de zones de clima temperat a subàrtic.

## Sistemàtica
- Pleurozium ehrenbergianum
- Pleurozium flagellare
- Pleurozium quitense: Nativa dels Andes bolivians, Equatorians i Peruans.[1]
- Pleurozium schreberi: Distribució en regions temperades i fredes de l'hemisferi nord. únic representant del gènere present als Països Catalans
- Pleurozium striatum